# Charley Ross
Charles Brewster "Charley" Ross (4 de mayo de 1870 – desaparecido el 1 de julio de 1874) fue la víctima principal del primer secuestro por rescate en la historia de Estados Unidos en recibir amplia atención de los medios de comunicación.

## Secuestro
El 1 de julio de 1874, Ross de cuatro años y su hermano de cinco Walter Lewis jugaban en el patio delantero de la casa de su familia en Germantown, una zona acomodada de Filadelfia, Pensilvania.  Un carruaje se detuvo y fueron abordados por dos hombres que les ofrecieron caramelos y fuegos de artificio a los chicos si venían a dar un paseo con ellos. Los niños estuvieron de acuerdo y bajaron a Filadelfia hasta una tienda donde a Walter se le ordenó ir a comprar los fuegos de artificio con 25 centavos que le dieron. Walter lo hizo, pero al salir vio que el vehículo y sus ocupantes habían desaparecido. Charley Ross nunca fue vuelto a ver.

## Rescate
Christian K. Ross, el padre de los niños, empezó a recibir demandas de rescate aparentemente de los secuestradores. Llegaron en la forma de notas enviadas desde oficinas de correo en Filadelfia y otros lugares, todas escritas con una letra extraña y tosca, en un estilo semianalfabeto con muchas palabras simples mal escritas. Las comunicaciones en general solicitaban un rescate de $20,000, una suma enorme en la época. Las notas advertían contra la intervención policial y amenazaban la vida de Ross si Christian no cooperaba. Christian Ross poseía una gran casa y se pensaba que era rico pero en realidad estaba fuertemente endeudado, debido al accidente del mercado de valores de 1873 y no podía proporcionar tal cantidad. Al no ver otra elección, Ross fue a la policía. El secuestro pronto se convirtió en noticia nacional.
Además de la amplia cobertura de la prensa, algunos ciudadanos prominentes de Filadelfia solicitaron la ayuda de la famosa agencia de detectives Pinkerton, quienes imprimieron millones de volantes y carteles de búsqueda con la descripción de Ross. Una canción popular basada en el delito fue compuesta por Dexter Smith y W. H. Brockway, titulada "Bring Back Our Darling".  Varios intentos se realizaron para proporcionar a los secuestradores el dinero del rescate dictado en las notas, pero en cada caso los secuestradores no aparecieron para recogerlo. Finalmente, la comunicación cesó.

## Sospechosos
En la noche del 13 de diciembre, cinco meses después del secuestro, la casa en Bay Ridge, Brooklyn perteneciente al juez Charles Van Brunt fue robada. Holmes Van Brunt, hermano de Charles, vivía al lado, y reunió a miembros de su casa, armados con escopetas, para atrapar a los intrusos en el acto. Cuando entraron en la casa Van Brunt, vieron dos linternas que se apagaban, y Holmes y sus hombres lanzaron hacia allí un torrente de disparos, alcanzando a los ladrones donde estaban. Eran Bill Mosher y Joe Douglas, delincuentes profesionales que recientemente habían sido liberados de prisión. Mosher murió al instante mientras Douglas era herido mortalmente, pero todavía vivió aproximadamente dos horas y fue capaz de comunicarse con Holmes. Todos los presentes estaban conmocionados por la experiencia, y no hay un consenso claro respecto a lo que Douglas dijo exactamente. La mayoría está de acuerdo en que Douglas dijo que no tenía sentido mentir (pues sabía que se estaba muriendo) así que  admitió que él y Mosher habían secuestrado a Ross. Sus declaraciones adicionales, si de verdad las hubo, fueron más polémicas. O bien dijo que mataron a Ross, o que Mosher sabía dónde estaba Ross, posiblemente añadiendo que  sería devuelto ileso a sus padres en unos cuantos días. En cualquier caso, no dio pistas sobre la ubicación de Ross ni sobre otros detalles del delito, y murió poco después. Walter Ross fue llevado a la ciudad de Nueva York para contemplar los cuerpos de Mosher y Douglas con objeto de determinar si eran los hombres del paseo en carruaje. Walter confirmó que eran los mismos hombres quienes se llevaron a los chicos de delante de su casa el pasado verano. Mosher en particular era muy identificable porque tenía una malformación en la nariz, la cual Walter había descrito a la policía como "nariz de mono" (El cartílago nasal de Mosher había sido destruido por sífilis o cáncer).
Para la mayoría, la cuestión de quienes eran los hombres del carruaje había sido resuelta más allá de toda duda razonable, pero Charley Ross seguía desaparecido.

## Juicio
Un expolicía de Filadelfia llamado William Westervelt, un antiguo asociado de William Mosher (y hermano de su esposa), fue arrestado y retenido en relación con el caso. Fue juzgado en 1875 por secuestro. Aunque Westervelt era amigo y quizás confidente de Mosher (mientras aguardaba en prisión la celebración del juicio le había dicho a Christian Ross que su hijo estaba vivo en el momento de la muerte de Mosher), prácticamente no había ninguna evidencia que lo relacionara con el crimen en sí.  Walter Ross, por su parte, insistió en que Westervelt no era uno de los hombres del carruaje que se los llevó. Westervelt fue declarado inocente del cargo de secuestro. Sin embargo, fue declarado culpable de un cargo menor de conspiración y cumplió seis años de prisión. Siempre mantuvo su propia inocencia y juró no saber el paradero de Charley Ross.

## Consecuencias

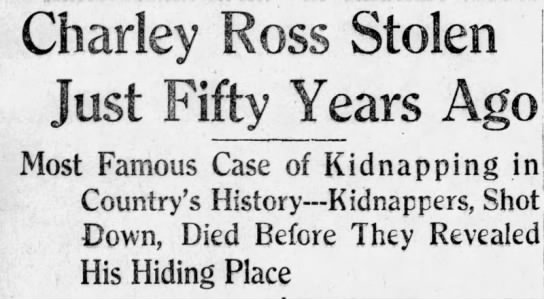
Encabezado publicado en 1924 conmemorando 50 años del primer caso registrado de secuestro.

Dos años después del secuestro, Christian Ross publicó un libro sobre el caso, titulado "La historia del padre de Charley Ross, el niño secuestrado", con el fin de recaudar dinero para continuar la búsqueda de su hijo. Hacia 1878, el interés de los medios de comunicación en el caso había empezado a decaer. Para renovar el interés, Ross reimprimió el libro y empezó a dar conferencias en Boston.
Christian Ross y su esposa continuaron buscando a su hijo hasta sus muertes (él murió en 1897 y su mujer murió en 1912). Siguieron pistas y entrevistaron hasta 570 niños, adolescentes, y finalmente hombres adultos de todo el mundo que afirmaban haber sido Charley Ross. Todos demostraron ser impostores. Los Ross gastaron aproximadamente $60,000 buscando a su hijo. En 1924, los diarios empezaron a publicar historias sobre el caso al cumplirse el 50.º aniversario del secuestro de Ross. Por aquel tiempo, Walter Ross era un hombre maduro que trabajaba como corredor de bolsa. En varias entrevistas, dijo que él y sus tres hermanas todavía recibían cartas de hombres de mediana edad reclamando ser su hermano.
En 1934, Gustave Blair, un carpintero de 69 años que vivía en Phoenix, Arizona, solicitó a un tribunal que lo reconociera como el auténtico Charley Ross. Blair reclamó que después de ser secuestrado, vivía en una cueva y fue finalmente adoptado por un hombre quien le dijo que era Charley Ross. Walter Ross rechazó la reclamación de Blair llamándole "chiflado" y añadiendo, "La idea de que mi hermano está todavía vivo no sólo es absurda, sino que la historia del hombre parece no ser convincente. Hace mucho tiempo que abandonamos la esperanza de que Charles sería encontrado vivo." Como la reclamación de Blair no fue respondida, el tribunal dictaminó que Blair era Charles " Brewster Ross" en marzo de 1939. A pesar del fallo, la familia Ross rechazó reconocer a Blair como su pariente y no le legaron dinero o propiedades de sus padres. Blair se mudó brevemente a Los Ángeles intentado vender su historia a un estudio de Hollywood pero no tuvo éxito. Se trasladó a Germantown con su esposa antes de regresar a Phoenix. Allí murió en diciembre de 1943 aun afirmando que era Charley Ross.
El caso, y en particular los destinos de Mosher, Douglas, y Westervelt, sirvió como un elemento disuasorio para otros potenciales secuestradores por rescate: pasaría un cuarto de siglo antes de que otro secuestro por rescate de alto perfil surgiera con el caso de Edward Cudahy Jr. en 1900.
La conocida advertencia de "no tomar caramelos de desconocidos" se dice que proviene del secuestro de Charley Ross. El Charley Project, una de las principales bases de datos de personas desaparecidas en EE. UU., lleva su nombre.
Mientras esperaba a que el presidente Franklin D. Roosevelt apareciera en la Convención Nacional Democrática de 1936 que concluía en Franklin Field en Filadelfia, el columnista de prensa H. L. Mencken notó que le habían jugado una broma a un locutor publicitario consiguiendo que continuamente convocara a un tal "Charles Ross" al área de prensa.